# Lizosom
Lizosom je celični organel, v katerem poteka razgradnja beljakovin in nekaterih drugih makromolekul. Zanj je značilna velika koncentracija encimov hidrolaz, ki katalizirajo razgradnjo. Lizosom je obdan z dvoslojno membrano, v notranjosti pa je pH izrazito kisel. Je eden najmanjših celičnih razdelkov in meri med 0,2 in 0,5 mikrometra. V njem se razgrajujejo proteini, ki v celico pridejo od zunaj, medtem ko večino citoplazemskih proteinov razgradijo proteasomi. Hkrati lizosomi služijo tudi razgradnji poškodovanih in izrabljenih celičnih organelov ter s tem prispevajo h kontroli celičnega delovanja. Razgradnja lastnih organelov z delovanjem lizosomov se imenuje avtofagija in predstavlja stresni odziv na škodljive dejavnike (denimo celično stradanje, oksidativni stres itd.). Lizosomi nastanejo iz veziklov, ki se imenujejo endosomi (vsebujejo z membrano obdane snovi, ki so vstopile v celico), ko se tem priključijo encimi iz Golgijevega aparata preko transportnih veziklov. V te vezikle lahko vstopijo samo encimi, ki imajo na površini fosforilirane sladkorje (manoza-6-fosfat).